# ROBO☆ROCK
『ROBO☆ROCK』（ロボ・ロック）は、2007年11月23日公開の日本映画。塩谷瞬主演の青春SFコメディ。監督は須賀大観。ストーリーは監督オリジナルによるもの。

## 概要
2006年3月にGDHの実写映画領域への進出第1弾『ロング・アームド・モンキーズ』（仮題）として制作発表された作品。
実制作は、GDHの立ち上げたVFX制作会社ゲネロ・スタジオが担当した。

## ストーリー
天才便利屋を自称するマサルだが、請け負う仕事はしょぼく、毎日が失敗続き。 同棲中の彼女、キリコはタトゥー・ショップを経営していて、稼ぎのないマサルにいらいらしっぱなし。そんな時、ニラサワという区役所勤務の男から、とある依頼が舞い込んだ。ランドツェッペリンという50年前に開発された巨大ロボットを復活させるため、マサルの声が必要だというのだ。ランドツェッペリンは、土星人の侵略から地球を守る切り札だとニラサワは力説する。もちろん、マサルは相手にしない。だが、マサルはニラサワに追い回されるうち、忘れかけていた自分の夢を少しずつ思い出していく。

## キャスト
- ハギワラ マサル - 塩谷瞬
23歳。ロックシンガーになることが夢だったが挫折。現在は便利屋稼業で働いている。自称「天才便利屋」。彼女はキリコで、コウの親友。
- ニラサワ エツロウ - 中山祐一朗
公務員で、50年前につくられた巨大ロボット「ランドツェッペリン」の実在を信じている。その復活のため、マサルを追い回す。
- キリコ - 美波
マサルの彼女。彫り師。
- コウ - 本多章一
無口で、ヤバイ仕事もこなしてきた。顔に似合わず、ペルー人の娘に片思い中。
- イブセ - 遠藤憲一
マサルに仕事を回す斡旋屋。
- αトム - 鮎貝健
コウに危険な仕事ばかり回す悪名高き斡旋屋。
- βトム - デニス・ガン
αトムの弟。
- 熟女下着マニアの依頼人 - 我修院達也
- 土星のニュースキャスター - 村松利史
- 女装マニアのドリンカー - 山本浩司
- キリコにカモられたタトゥー少年 - 岡田将生
- タタラジマ博士 - うえだ峻
- 佐伯新

## 主題歌
- ザ・クロマニヨンズ「東京ジョニー ギター」

## スタッフ
- 原案・監督 - 須賀大観
- 脚本 - 竹内利光、渡辺雄介
- 音楽 - 日比野則彦
- 撮影 - 末廣健治
- 照明 - 吉角荘介
- 録音 - 古谷正志
- 美術 - 野尻郁子
- VE - 香山達也
- 編集 - 原正之
- 音響効果 - 柴崎憲治
- 衣装デザイナー - リサ・リー
- ロボットデザイン - 鬼頭栄作
- VFX制作・制作 - ゲネロ・スタジオ
- CG - 原健一郎
- 製作 - 「ROBO☆ROCK」製作委員会
- 配給・宣伝 - アステア
- 宣伝協力 - プチグラパブリッシング
- 上映時間 - 92分

## 主な評価
公開時はムービーウォーカー試写ランキングで2位、ぴあ満足度で『ミッドナイトイーグル』に続き2位、映画生活ランキングでは『ヘアスプレー』に続き3位を記録、同時期に公開された映画群の中で高い評価を残した。漫画家の永井豪、ミュージシャンのL'Arc〜en〜Cielほか、『スタートレック』の脚本家であるデヴィッド・B・カレンやアニメーション監督の河森正治などから賞賛を得ている。